# Orthrus palawanensis
Orthrus palawanensis är en spindelart som beskrevs av Fred R. Wanless 1980. Orthrus palawanensis ingår i släktet Orthrus och familjen hoppspindlar. Inga underarter finns listade i Catalogue of Life.